# Мочан (посёлок)
Мочан — упразднённый посёлок в Баганском районе Новосибирской области. На момент упразднения входил в состав Савкинского сельсовета. Исключен из учётных данных в 1980 г.

## География
Располагалось у восточного берегу озера Мочан, в 10 км к северу от села Савкино.

## История
Указом Президиума ВС РСФСР посёлок фермы № 2 совхоза «Культура» переименован в Мочан.
До 1969 г. в составе Китай-Городского сельсовета.
Упразднён решением Новосибирского облисполкома от 11.04.1980 г. № 217 в связи с выездом населения.

## Инфраструктура
Основа экономики — сельское хозяйство . Действовала ферма совхоза «Культура».